# Uzbekistan i olympiska sommarspelen 1996
Uzbekistan deltog i de olympiska sommarspelen 1996 med en trupp bestående av 71 deltagare, som tog en silvermedalj och en bronsmedalj.

## Medaljer

### Silver
- Armen Bagdasarov - Judo, mellanvikt

### Brons
- Karim Tulaganov - Boxning, lätt mellanvikt

## Boxning
Fjädervikt
- Ulugbek Ibragimov
  - Första omgången — Besegrade Naramchogt Lamgen (Mongoliet), RSC-2
  - Andra omgången — Förlorade mot Falk Huste (Tyskland), 4-8

Lättvikt
- Muhammadqodir Abdullayev
  - Första omgången — Förlorade mot Terrance Cauthen (USA), 6-18

Weltervikt
- Nariman Atayev
  - Första omgången — Besegrade Ashira Evans (Kenya), 15-10
  - Andra omgången — Besegrade Nourbek Kassenov (Kirgizistan), 11-7
  - Kvartsfinal — Förlorade mot Daniel Santos (Puerto Rico), 15-28

Lätt mellanvikt
- Karim Tulaganov →  Brons
  - Första omgången — Besegrade Oscar Gomez (Argentina), RSC-3 (02:50)
  - Andra omgången — Besegrade Yared Wolde (Etiopien), 13-9
  - Kvartsfinal — Besegrade Rival Cadeau (Seychellerna), RSC-1 (1:24)
  - Semifinal — Förlorade mot David Reid (USA), 4-12

Mellanvikt
- Dilshod Yarbekov
  - Första omgången — Besegrade Brian Johansen (Danmark), RSC-3 (02:47)
  - Andra omgången — Besegrade Ludovik Plachetka (Tjeckien), 4-4
  - Kvartsfinal — Förlorade mot Rhoshii Wells (USA), 8-8, domarkort

Lätt tungvikt
- Timur Ibragimov
  - Första omgången — Besegrade Rostyslav Zaulychnyi (Ukraina), 7-3
  - Andra omgången — Förlorade mot Stipe Drvis (Kroatien), 9-10

Tungvikt
- Ruslan Chagaev
  - Första omgången — Förlorade mot Luan Krasniqi (Tyskland), 4-12

## Friidrott
Herrarnas 100 meter
- Anvar Kuchmuradov

Herrarnas 110 meter häck
- Yury Aristov

Herrarnas tresteg
- Yevgeniy Petin

Herrarnas tiokamp
- Ramil Ganiyev
  - Slutligt resultat — 8318 poäng (→ 8:e plats

- Oleg Veretelnikov
  - Slutligt resultat — fullföljde inte (→ ingen notering)

Herrarnas kulstötning
- Sergey Kot

Herrarnas diskuskastning
- Roman Poltoratskiy
  - Kval — 51,96m (→ gick inte vidare)

Herrarnas släggkastning
- Vitaliy Khozhatelyov
  - Kval — 64,52m (→ gick inte vidare)

Herrarnas spjutkastning
- Sergey Voynov
- Vladimir Parfyonov

Damernas 100 meter
- Lyudmila Dmitriady

Damernas 200 meter
- Lyudmila Dmitriady

Damernas höjdhopp
- Svetlana Munkova
  - Kval — 1,80m (→ gick inte vidare)

## Fäktning
Herrarnas florett
- Rafkat Ruziyev

## Tennis
Herrsingel
- Dmitri Tomashevich
  - Första omgången — Förlorade mot Karol Kučera (Slovakien) 3-6, 6-2, 0-6

- Oleg Ogorodov
  - Första omgången — Besegrade Sándor Noszály (Ungern) 7-5, 7-6
  - Andra omgången — Förlorade mot MaliVai Washington (USA) 3-6, 4-6